# وست بروك (فيرمونت)
وست بروك (بالإنجليزية: West Burke, Vermont)‏ هي قرية تقع في الولايات المتحدة في بورك (فيرمونت). يقدر عدد سكانها بـ 343 نسمة ومساحتها 1.2 كم2 وترتفع عن سطح البحر 276 متر.

## التركيبة السكانية
حدّد مكتب تعداد الولايات المتحدة بيانات التركيبة السكانية لوست بروك في تعداد الولايات المتحدة. في ما يلي، التركيبة السكانية حسب تعدادي 2000 و2010.

### تعداد عام 2000
بلغ عدد سكان وست بروك 364 نسمة بحسب تعداد عام 2000، وبلغ عدد الأسر 140 أسرة وعدد العائلات 96 عائلة مقيمة في القرية. في حين سجلت الكثافة السكانية 295.9 نسمة لكل كيلومتر مربع (766.4/ميل2). وبلغ عدد الوحدات السكنية 147 وحدة بمتوسط كثافة قدره 119.5 لكل كيلومتر مربع (309.5/ميل2).
وتوزع التركيب العرقي للقرية بنسبة 98.63% من البيض و1.10% من الأمريكيين الأصليين و0.27% من الأعراق الأخرى و1.37% من الهسبانيون أو اللاتينيون من أي عرق.
بلغ عدد الأسر 140 أسرة كانت نسبة 35.7% منها لديها أطفال تحت سن الثامنة عشر تعيش معهم، وبلغت نسبة الأزواج القاطنين مع بعضهم البعض 50.7% من أصل المجموع الكلي للأسر، ونسبة 13.6% من الأسر كان لديها معيلات من الإناث دون وجود شريك، بينما كانت نسبة 4.3% من الأسر لديها معيلون من الذكور دون وجود شريكة وكانت نسبة 31.4% من غير العائلات. تألفت نسبة 23.6% من أصل جميع الأسر من عدة أفراد يعيشون في نفس المنزل ونسبة 7.1% كانت تتألف من شخص يعيش بمفرده يبلغ من العمر 65 عاماً أو أكثر. وبلغ متوسط حجم الأسرة المعيشية 2.60، أما متوسط حجم العائلات فبلغ 3.08.
بلغ العمر الوسطي للسكان 34.0 عاماً. وكانت نسبة 26.6% من القاطنين تحت سن الثامنة عشر، وكانت نسبة 11.5% بين الثامنة عشر والرابعة والعشرين عاماً، ونسبة 26.9% كانت واقعةً في الفئة العمرية ما بين الخامسة والعشرين والرابعة والأربعين عاماً، ونسبة 23.9% كانت ما بين الخامسة والأربعين والرابعة والستين، ونسبة 11% كانت ضمن فئة الخامسة والستين عاماً فما فوق. يوجد لكل 100 أنثى 110.4 ذكر، ويوجد لكل 100 أنثى في الثامنة عشر من عمرها فما فوق 100.8 ذكر.
بلغ متوسط دخل الأسرة في القرية 25,000 دولارًا، أما متوسط دخل العائلة فبلغ 31,250 دولارًا. وكان متوسط دخل الذكور 34,167 دولارًا مقابل 26,875 دولارًا للإناث. وسجل دخل الفرد الخاص بالقرية 16,764 دولارًا. وكانت نسبة 24.5% من العائلات ونسبة 27.8% من السكان تحت خط الفقر، وكان من هؤلاء نسبة 32.2% تحت سن الثامنة عشر ونسبة 25% في الخامسة والستين من العمر وما فوق.

### تعداد عام 2010
بلغ عدد سكان وست بروك 343 نسمة بحسب تعداد عام 2010، وبلغ عدد الأسر 142 أسرة وعدد العائلات 92 عائلة مقيمة في القرية. في حين سجلت الكثافة السكانية 278.9 نسمة لكل كيلومتر مربع (722.3/ميل2). وبلغ عدد الوحدات السكنية 156 وحدة بمتوسط كثافة قدره 126.8 لكل كيلومتر مربع (328.4/ميل2).
وتوزع التركيب العرقي للقرية بنسبة 98.25% من البيض و0.29% من الأمريكيين الأفارقة و1.46% من عرقين مختلطين أو أكثر و1.46% من الهسبانيون أو اللاتينيون من أي عرق.
بلغ عدد الأسر 142 أسرة كانت نسبة 31% منها لديها أطفال تحت سن الثامنة عشر تعيش معهم، وبلغت نسبة الأزواج القاطنين مع بعضهم البعض 41.5% من أصل المجموع الكلي للأسر، ونسبة 19.7% من الأسر كان لديها معيلات من الإناث دون وجود شريك، بينما كانت نسبة 3.5% من الأسر لديها معيلون من الذكور دون وجود شريكة وكانت نسبة 35.2% من غير العائلات. تألفت نسبة 26.8% من أصل جميع الأسر من عدة أفراد يعيشون في نفس المنزل ونسبة 14.1% كانت تتألف من شخص يعيش بمفرده يبلغ من العمر 65 عاماً أو أكثر. وبلغ متوسط حجم الأسرة المعيشية 2.42، أما متوسط حجم العائلات فبلغ 2.88.
بلغ العمر الوسطي للسكان 39.5 عاماً. وكانت نسبة 23.6% من القاطنين تحت سن الثامنة عشر، وكانت نسبة 7.6% بين الثامنة عشر والرابعة والعشرين عاماً، ونسبة 25.7% كانت واقعةً في الفئة العمرية ما بين الخامسة والعشرين والرابعة والأربعين عاماً، ونسبة 28.9% كانت ما بين الخامسة والأربعين والرابعة والستين، ونسبة 14.3% كانت ضمن فئة الخامسة والستين عاماً فما فوق. وتوزع التركيب الجنسي للسكان بنسبة 45.2% ذكور و54.8% إناث.